# Mouhamadou Diop
Mouhamadou Diop (nacido el 10 de agosto de 1987 en Senegal), conocido simplemente como Moha, es un jugador de baloncesto senegalés. Con 2 metros y 6 centímetros de estatura, juega en la posición de pívot en las filas del UBU Tizona de la Liga LEB Oro.

## Trayectoria
Nacido el 10 de agosto de 1987 es un pívot formado en el CDB Basket Puertollano, club en el que jugaría en la Primera categoría nacional durante la temporada 2010-11, antes de llegar al Club Bàsquet L'Hospitalet en el que jugó durante la temporada 2011-12 en Liga EBA. Más tarde, se convertiría en un asiduo de la Liga EBA, competición que jugaría durante varias temporadas defendiendo a los equipos de Club Bàsquet Santfeliuenc, C.B. Villarrobledo y Club Deportivo Enrique Soler.
En la temporada 2017-18, firma por el CB Tizona de Liga EBA, con el que promedió 17 puntos, 8 rebotes y 22 créditos de valoración. 
En la temporada 2018-19 dio el salto a Liga LEB Plata con Club Bàsquet L'Hospitalet donde firmó 197 puntos, 116 rebotes y 255 créditos valorativos, demostrando ser un jugador regular.
El 25 de febrero de 2020, firma por el conjunto burgalés del UBU Tizona para jugar en Liga LEB Plata por lo que resta de temporada. Semanas después, se suspendería la competición por la pandemia, suponiendo el ascenso a la Liga LEB Oro.
Durante la temporada 2020-21 tiene contrato con el conjunto burgalés del UBU Tizona para jugar en Liga LEB Oro.